# Francesca Yardenit Albertini
Francesca Yardenit Albertini (* 20. Mai 1974 in Rom, Italien; † 27. März 2011 in Berlin) war eine italienisch-deutsche Religionswissenschaftlerin.

## Leben
Francesca Yardenit Albertini studierte von 1993 bis 1997 Jüdische Philosophie sowie Geschichte, Kunstgeschichte, Orientalistik (Ägyptologie und Judaistik) an der Universität La Sapienza in Rom. Von 1997 bis 2001 studierte sie an der Facoltà Valdese di Teologia di Roma, der theologischen Fakultät der Waldenser, evangelische Theologie. Sie hatte einen Lehrauftrag für jüdische Philosophie an der Hochschule für Jüdische Studien Heidelberg, einen Lehrauftrag für Philosophie und jüdische Kultur an der Universität Freiburg im Uechtland, die Stellvertretung der Martin-Buber-Stiftungsprofessur für Jüdische Religionsphilosophie an der Johann-Wolfgang-Goethe-Universität Frankfurt am Main, einen Lehrauftrag am Philosophischen Seminar I der Albert-Ludwigs-Universität Freiburg im Breisgau inne. 
2001 wurde sie an der Universität Freiburg im Breisgau mit einer Arbeit über den jüdischen Neukantianer Hermann Cohen zum Dr. phil. promoviert und war anschließend Post-Doc-Stipendiatin an der  Hebräischen Universität Jerusalem. 2005 hatte sie eine Vertretungsprofessur für jüdische Philosophie an der Hochschule für jüdische Studien in Heidelberg inne. 2007 habilitierte sie sich an der Philosophischen Fakultät der Goethe-Universität Frankfurt mit der Schrift „Die Einflüsse der frühmittelalterlichen islamischen Philosophie auf die Konzeption des Messias von Moses Maimonides“. Seit 2007 war sie als Nachfolgerin von Karl Erich Grözinger ordentliche Universitätsprofessorin für Religionswissenschaft an der Universität Potsdam.
Albertini hatte nationale und internationale Stipendien und war Teilnehmerin und Mitveranstalterin wichtiger Symposien. Sie sprach neben ihrer Muttersprache Italienisch auch Englisch, Deutsch, Französisch und modernes Hebräisch. Sie besaß Grundkenntnisse des (modernen) Arabischen und Spanischen und las die Literatursprachen Latein, Griechisch, biblisches Hebräisch, koranisches Arabisch, Sanskrit und Aramäisch. Francesca Albertini war verheiratet mit Claus-Steffen Mahnkopf. Sie lebte in Freiburg, später in Berlin. Dort verstarb sie nach langer schwerer Krankheit am 27. März 2011.
Claus-Steffen Mahnkopf veröffentlichte im Jahr 2013 über seine Ehefrau ein Buch, das auch auf Dokumente aus ihrem Nachlass beruht und Zitate aus ihrem Tagebuch und aus Briefen enthält.

## Veröffentlichungen
- Das dialogische Prinzip als Grund der sinaitischen Offenbarung: Franz Rosenzweig und Martin Buber. Im Gespräch, Hefte der Martin-Buber-Gesellschaft 2/2001
- Das Verständnis des Seins bei Hermann Cohen. Dissertation. Königshausen & Neumann, Würzburg 2003
- Die Konzeption des Messias bei Maimonides und die frühmittelalterliche islamische Philosophie. Habilitationsschrift. De Gruyter, Berlin 2009
- Francesca Yardenit Albertini, Claus-Steffen Mahnkopf (Hrsg.): Die Vision eines anderen Judentums. Ausgewählte Schriften. Hentrich & Hentrich, Berlin 2014, ISBN 978-3-95565-056-8.